# Thập niên Nam Kinh
Thập niên Nam Kinh (tiếng Trung: 南京十年; Hán-Việt: Nam Kinh thập niên; bính âm: Nánjīng Shínián) là giai đoạn lịch sử từ năm 1927 (hoặc 1928) đến năm 1937 tại Trung Hoa Dân Quốc. Đây là một trong những giai đoạn củng cố và phát triển đất nước của Quốc Dân Đảng. Các Quyền lợi, các Hiệp ước bất bình đẳng và đòi hỏi quá đáng của các Cường Quốc Châu Âu tại Trung Quốc đều được xoá bỏ hoặc giảm bớt, nhiều quyền lợi của Trung Quốc bị nước ngoài lấy mất trước kia được trả lại. Chính phủ rất nỗ lực hiện đại hóa hệ thống luật hình sự và dân sự, ổn định giá cả, chi trả dần các khoản nợ, cải cách ngân hàng và hệ thống tiền tệ, xây dựng đường sắt và đường cao tốc, cải thiện các cơ sở y tế công cộng, trừng phạt hành vi buôn bán ma tuý, và tăng trưởng sản xuất sản phẩm nông công nghiệp. Nền kinh tế phát triển mạnh, cơ sở hạ tầng tăng nhanh. Sức mạnh quân sự của Trung Quốc được gia tăng rất nhiều, quân đội được đầu tư kĩ càng và hiện đại hoá. Những tiến bộ to lớn trong giáo dục và trong nỗ lực thống nhất đất nước, chương trình phổ cập tiếng Phổ thông Trung Hoa nhằm hạn chế bớt các biến thể ngôn ngữ nói tiếng Trung khác. Mạng lưới cơ sở thông tin được thành lập nhiều nơi càng làm tăng tình cảm thống nhất bên trong dân chúng. Mặt khác, tự do chính trị bị hạn chế rất nhiều so với những thời kỳ trước đó bởi Quốc Dân Đảng cai trị theo hình thức độc đảng với triết lý "giám hộ chính trị"và thường dùng các biện pháp bạo lực để dẹp yên các hành vi chống đối chính phủ. Trong thời kỳ này, Trung Quốc đã bước đầu xây dựng được các lĩnh vực công nghiệp, và khi Chiến tranh với Nhật Bản bùng nổ năm 1937, với tiềm lực sẵn có và sự giúp đỡ của Hoa Kỳ, Trung Quốc đã phần nào chống cự lại được sự xâm lược của Đế quốc Nhật Bản.

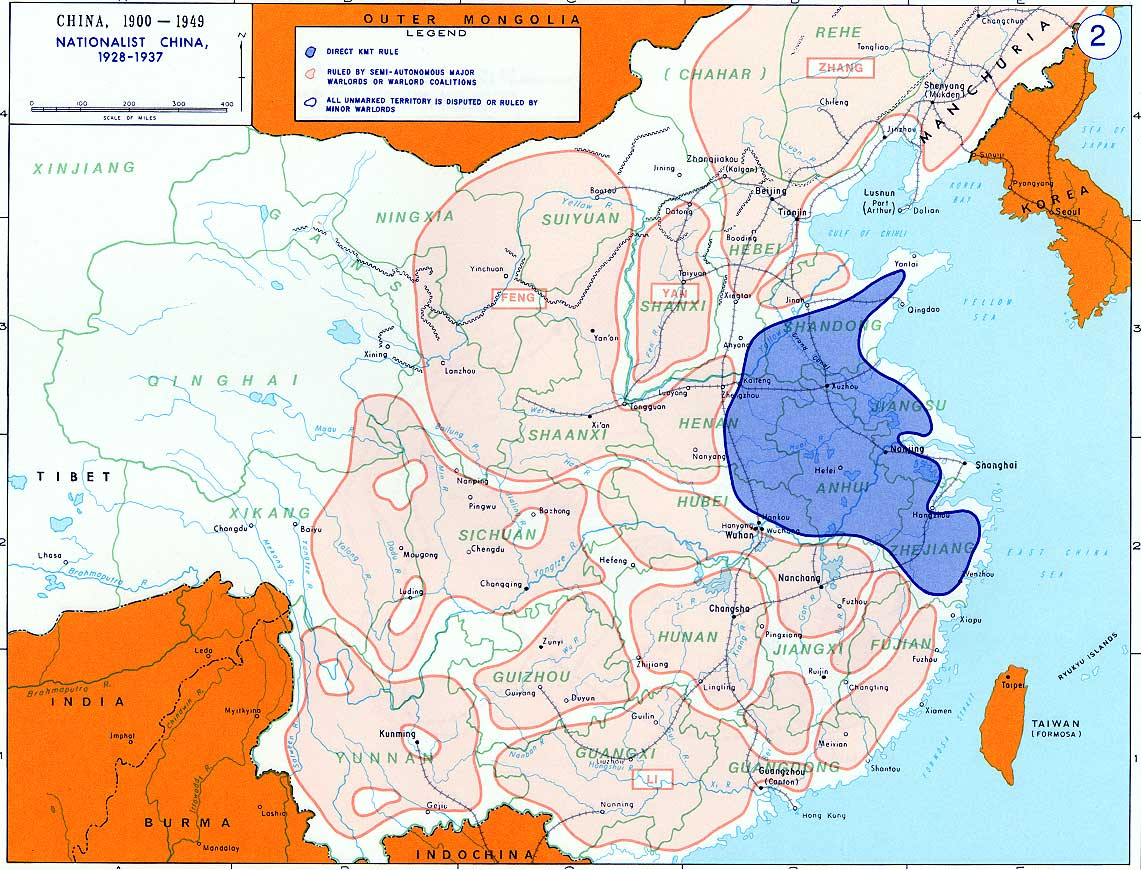
Những vùng kiểm soát trong"Thập niên Nam Kinh"

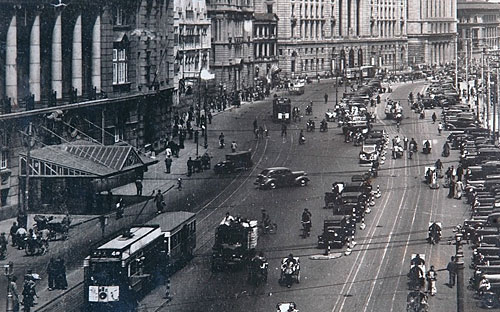
Trung tâm thành phố Thượng Hải năm 1930

Dù Quốc Dân Đảng đã kiểm soát được toàn bộ đất nước trong giai đoạn này và Chính phủ Nam Kinh được thế giới công nhận là Chính phủ hợp pháp duy nhất cai trị Trung Quốc, nhưng nhiều vùng rộng lớn của Trung Quốc vẫn ở tình trạng bán tự trị với người cầm đầu là các quân phiệt địa phương. Sự kiểm soát của Quốc Dân Đảng mạnh nhất tại các vùng phía đông Trung Quốc, xung quanh thủ đô Nam Kinh, nhưng các quân phiệt địa phương như Trương Tác Lâm, Phùng Ngọc Tường, Diêm Tích Sơn... vẫn giữ khá nhiều quyền lực to lớn bên trong lãnh địa của mình, trên danh nghĩa họ chấp nhận phục vụ Chính phủ Trung ương tại Nam Kinh, nhưng thực tế thì họ cai trị lãnh thổ của mình như một nhà nước riêng. Chiến tranh Trung Nguyên năm 1930 và sự xâm lược của Nhật Bản năm 1931 đã chứng minh tình trạng chia rẽ này, khi các quân phiệt địa phương quay sang đánh lẫn nhau, họ không thể tập hợp với nhau thành một mặt trận chung cùng với chính phủ trung ương tổ chức kháng chiến chống Nhật.